# Sofia Assefa
Sofia Assefa Abebe (Addis Ababa, 14 november 1987) is een Ethiopische atlete, die is gespecialiseerd in de 3000 m steeple. Ze nam driemaal deel aan de Olympische Spelen en won hierbij één keer een medaille.

## Loopbaan

### OS 2008
Op 31 mei 2008 verbeterde Assefa in het Belgische Neerpelt tijdens de Night of the Euregion haar persoonlijk record op de 3000 m steeple, dat zij een jaar eerder tijdens een wedstrijd in Heusden-Zolder op 9.48,46 had gesteld, naar 9.33,65. Deze wedstrijd bestond uit een sterk deelnemersveld. De Duitse Antje Moldner, de Portugese Sarah Moreira, de Italiaanse Elena Romagnolo en de Nederlandse Miranda Boonstra liepen allen een nationaal record. Nadat de Ethiopische zich enkele maanden later tijdens wedstrijden in Athene verder had verbeterd naar 9.31,58, verwierf zij zich met deze prestatie definitief een plaats in de Ethiopische selectie voor de Olympische Spelen van 2008. Peking bracht haar echter weinig succes. Assefa sneuvelde er in de kwalificatieronde van de 3000 m steeple als achtste met een tijd van 9.47,02.

### Finaliste op WK's 2009 en 2011
In 2009 verbeterd Assefa zich opnieuw aanzienlijk. Op 3 juli, tijdens de Bislett Games in Oslo, scherpte zij haar PR op de 3000 m steeple verder aan naar 9.19,21, waarna zij op de wereldkampioenschappen in Berlijn via een serieoverwinning in 9.22,63 de finale wist te bereiken. Hier slaagde zij er niet in om het eerder bereikte prestatieniveau op de 3000 m steeple te evenaren en eindigde zij als dertiende in 9.31,29.
In 2010 richtte Sofia Assefa zich vooral op de Diamond League serie. Na onder meer een derde plaats in de Prefontaine Classic in Eugene en een overwinning op de Memorial Van Damme in Brussel in haar beste jaarprestatie van 9.20,72, eindigde zij in het overall-klassement van de 3000 m steeple op de tweede plaats achter de Keniaanse Milcah Chemos Cheywa. Vervolgens werd zij geselecteerd voor het Afrikaanse team dat uitkwam in de eerste editie van de IAAF Continental Cup. In deze wedstrijd, die op 5 september plaatsvond in Split, werd zij op de 3000 m steeple in 9.29,53 derde achter de Russische Joelia Zaripova (eerste in 9.25,46) en Milcah Chemos Cheywa (tweede in 9.25,84).
In 2011 wist Assefa, evenals twee jaar eerder in Berlijn, op de WK in Daegu via een serieoverwinning door te dringen tot de finale van de 3000 m steeple, maar opnieuw wist zij hierin geen vuist te maken, ook al eindigde zij ditmaal als zesde en in een veel betere tijd van 9.12,84. 

### OS 2012: brons wordt zilver
Bij haar tweede olympische optreden in 2012, op de Spelen in Londen, won Assefa op de 3000 m steeple aanvankelijk de bronzen medaille. Met een tijd van 9.09,84 eindigde ze achter Joelia Zaripova (goud; 9.06,72) en de Tunesische Habiba Ghribi (zilver; 9.08,37). Kort daarvoor had ze tijdens de Bislett Games in Oslo haar beste tijd ooit gelopen: 9.09,00. Hiermee staat zij bij de Top Tien aller tijden op de zevende plaats (peildatum april 2016).
Overigens werd haar olympische bronzen medaille omgezet in een zilveren, nadat in 2015 kampioene Joelia Zaripova door het Russische antidopingbureau Rusada met terugwerkende kracht was geschorst wegens abnormale afwijkingen van haar bloedprofielen in haar biologisch paspoort. Gevolg hiervan was dat de Russin haar gouden medaille weer moest inleveren.

### Brons op WK 2013, ondanks valpartij
In 2013 was Sofia Assefa opnieuw actief in de Diamond League-serie. De Ethiopische grossierde in tweede en derde plaatsen, maar winnen deed vooral haar rivale Milcah Chemos Cheywa, die dat jaar dan ook met de eindoverwinning ging strijken. Assefa werd derde in het eindklassement. Derde werd zij dat jaar ook bij de WK in Moskou. Hier speelde zij in de finale van de 3000 m steeple een bijzondere rol. In de voorlaatste ronde van de race, die een tweestrijd was tussen de Keniaanse en Ethiopische deelneemsters, kwam Assefa bij het nemen van een horde ten val. Na snel weer te zijn opgekrabbeld zette zij de achtervolging in, die haar in de eindsprint van de race zelfs nog even uitzicht gaf op de overwinning. Na een uiterste krachtsinspanning wisten zowel Milcah Chemos Cheywa (goud in 9.11,65) als Lydiah Chepkurui (zilver in 9.12,55) haar echter nog net voor te blijven. Assefa realiseerde met haar tijd van 9.12,84, ondanks haar valpartij, haar beste seizoentijd en veroverde haar eerste WK-medaille. Milcah Chemos Cheywa werd de eerste Keniaanse die in deze discipline bij de vrouwen goud won op een WK.

### Tweemaal tweede
Deelname aan de Diamond League-serie behoorde in 2014 opnieuw tot de voornaamste programmapunten van Assefa. Tweemaal, in Eugene en New York, ging zij op de 3000 m steeple met de hoogste eer strijken, maar haar landgenote Himot Ayalew won er drie, zodat die met de eindoverwinning aan de haal ging en de tweede plaats aan Assefa liet. Iets soortgelijks overkwam haar op de Afrikaanse kampioenschappen in het Marokkaanse Marrakesh, waar het wederom Ayalew was die haar de pas naar de titel afsneed. Ayalew won in 9.29,54, Assefa werd tweede in 9.30,20. Alweer was er een jaar voorbij gegaan zonder een belangrijke titel voor de Ethiopische.

### Titel op Afrikaanse Spelen
In 2015 kwam voor Assefa die titel er eindelijk wel. Niet op de WK in Peking, waar zij het in de eindsprint van de 3000 m steeplefinale moest afleggen tegen de Keniaanse Hyvin Jepkemoi (eerste in 9.19,11), de Tunesische Habiba Ghribi (tweede in 9.19,24) en de Duitse Gesa Felicitas Krause (derde in 9.19,25). Ayalew viel met 9.20,01 net buiten het podium, al finishte zij in elk geval als eerste Ethiopische. Een maand later kon niemand haar op de Afrikaanse Spelen in Brazzaville echter van de overwinning afhouden, ook Ayalew niet. Assefa veroverde ditmaal het goud in 9.51,30, terwijl Ayalew in 9.51,94 als tweede finishte. Op de Olympische Spelen van 2016 in Rio de Janeiro eindigde ze op een vijfde plaats.

## Titels
- Afrikaanse Spelen kampioene 3000 m steeple - 2015

## Persoonlijke records
| Onderdeel      | Prestatie    | Datum             | Plaats      |
| -------------- | ------------ | ----------------- | ----------- |
| 1000 m         | 2.49,79      | 20 juni 2007      | Tampere     |
| 3000 m         | 9.19,93      | 21 juni 2007      | Pudasjärvi  |
| 5000 m         | 14.56,37     | 13 mei 2017       | Shanghai    |
| 2000 m steeple | 6.33,49      | 14 april 2007     | Benidorm    |
| 3000 m steeple | 9.07,06 (NR) | 11 juni 2017      | Hengelo     |
| 10 km          | 33.54        | 22 november 2009  | Addis Abeba |
| 15 km          | 48.56        | 19 november 2017  | Nijmegen    |
| 10 Eng. mijl   | 53.13        | 17 september 2017 | Amsterdam   |

## Palmares

### 3000 m steeple
Kampioenschappen
- 2008: 8e in serie OS - 9.47,02
- 2009: 13e WK - 9.31,29 (in serie 9.22,63)
- 2009: 4e Wereldatletiekfinale - 9.26,10
- 2010:  Afrikaanse kamp. - 9.32,58
- 2010:  IAAF/VTB Bank Continental Cup  - 9.29,53
- 2011: 5e WK - 9.28,24 (na DQ Zaripova)
- 2012:  OS - 9.09,84 (na DQ Zaripova)
- 2013:  WK - 9.12,84
- 2014:  Afrikaanse kamp. - 9.30,20
- 2015: 4e WK - 9.20,01
- 2015:  Afrikaanse Spelen - 9.51,30
- 2016: 5e OS - 9.17,15

Golden League-podiumplaatsen
- 2009:  Bislett Games - 9.19,91

Diamond League-podiumplaatsen
- 2010:  Prefontaine Classic - 9.30,05
- 2010:  Memorial Van Damme - 9.20,72
- 2011:  Golden Gala - 9.15,04
- 2011:  Adidas Grand Prix - 9.27,37
- 2011:  Athletissima - 9.20,50
- 2011:  Aviva British Grand Prix - 9.25,87
- 2012:  Shanghai Golden Grand Prix - 9.16,83
- 2012:  Prefontaine Classic – 9.15,45
- 2012:  Bislett Games – 9.09,00
- 2012:  Meeting Areva – 9.29,57
- 2013:  Qatar Athletic Super Grand Prix – 9.14,61
- 2013:  Adidas Grand Prix – 9.33,84
- 2013:  Golden Gala – 9.21,24
- 2013:  Sainsbury’s Grand Prix – 9.17,97
- 2013:  Athletissima – 9.17,69
- 2013:  Memorial Van Damme – 9.15,26
- 2014:  Shanghai Golden Grand Prix – 9.25,76
- 2014:  Prefontaine Classic – 9.11,39
- 2014:  Adidas Grand Prix – 9.18,58
- 2014:  Meeting Areva – 9.18,71

### 15 km
- 2017: 4e Zevenheuvelenloop - 48.56

### 10 EM
- 2017:  Dam tot Damloop - 53.13

### marathon
- 2023 8e marathon van Amsterdam - 2:23.33